# Левішин Марко Ігорович
Маркό Левішин  (31 серпня 2000, Рівне) — український спідвейний гонщик, багаторазовий призер чемпіонатів України, вихованець Рівненського спідвею.

## Досягнення

### В Україні
- Чемпіон України  серед юніорів (2) — 2019, 2021

- Бронзовий призер особистого чемпіонату України серед юніорів — 2016

- Срібний призер особистого чемпіонату України серед юніорів — 2017

### На міжнародній арені
- Переможець Кубка МАСЄК — 2017 р. [1]

- Переможець Кубка МАСЄК — 2018[2]

- Переможець півфіналу Кубка Європи серед юніорів (U-19) — 2018 Пардубіце [3]
- Переможець Кубка МАСЄК — 2019 р.
- Срібний призер Кубка МАСЄК — 2021, 2022 рр.
- Переможець Кубка МАСЄК у командному заліку у складі збірної України (разом зі Станіславом Мельничуком (Рівне)) - 2019 р.
- Срібний призер півфіналу особистого чемпіонату Європи серед юніорів U21 - 2020 р. (Дівішов, Чехія)
- Фіналіст особистого чемпіонату Європи серед юніорів U21 - 2019 р. (7 місце), 2020 р. (11 місце)
- Фіналіст особистого чемпіонату світу серед юніорів U21 - 2020, 2021 рр.
- Срібний призер Zlata Prilba SNP - 2022 р. (Жарновіца, Словаччина)
- Перший в історії українського спідвею переможець Меморіалу Любоша Томічека - 2022 р. (Прага, Чехія)
- Резервний гонщик серії Гран-Прі 2023 р. зі спідвею